# Leichtathletik-Weltmeisterschaften 2015/Weitsprung der Männer

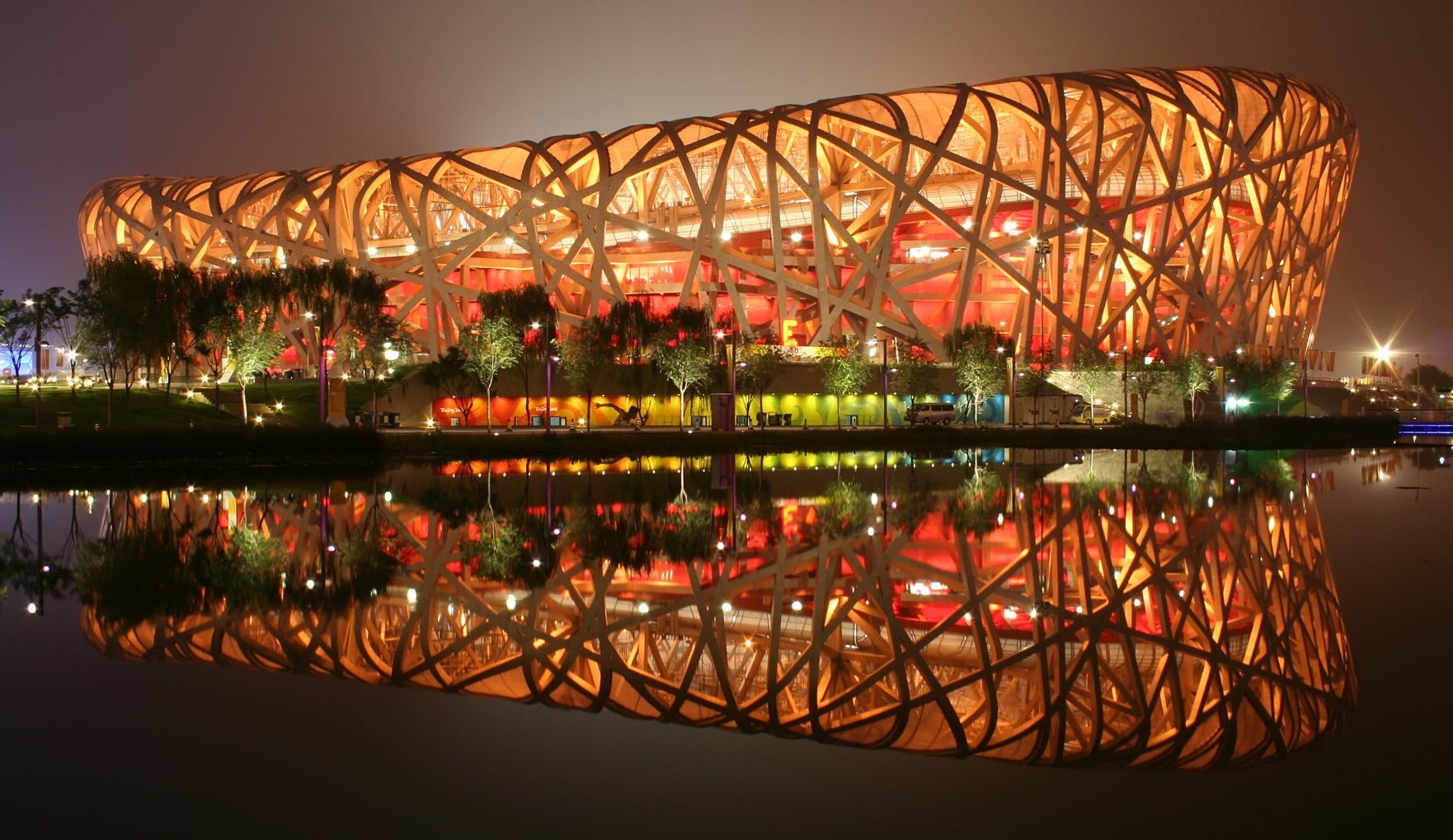
Das Nationalstadion Peking während der Weltmeisterschaften

Der Weitsprung der Männer bei den Leichtathletik-Weltmeisterschaften 2015 wurde am 24. und 25. August 2015 im Nationalstadion der chinesischen Hauptstadt Peking ausgetragen.
Weltmeister wurde der aktuelle Olympiasieger, amtierende Europameister und Vizeeuropameister von 2006 Greg Rutherford aus Großbritannien. Er gewann vor dem Australier Fabrice Lapierre. Bronze ging an den chinesischen Asienmeister von 2013 Wang Jianan.

## Rekorde
| Weltrekord               | Mike Powell | 8,95 m | WM in Tokio, Japan | 30. August 1991 |
| Weltmeisterschaftsrekord | Mike Powell | 8,95 m | WM in Tokio, Japan | 30. August 1991 |

Der bestehende WM-Rekord wurde bei diesen Weltmeisterschaften nicht eingestellt und nicht verbessert.

## Windbedingungen
In den folgenden Ergebnisübersichten sind die Windbedingungen zu den einzelnen Sprüngen benannt. Der erlaubte Grenzwert liegt bei zwei Metern pro Sekunde. Bei stärkerer Windunterstützung wird die Weite für den Wettkampf gewertet, findet jedoch keinen Eingang in Rekord- und Bestenlisten.
Bei diesen Weltmeisterschaften lagen die Windbedingungen bei allen Sprüngen im erlaubten Bereich.

## Legende
Kurze Übersicht zur Bedeutung der Symbolik – so üblicherweise auch in sonstigen Veröffentlichungen verwendet:
| – | verzichtet |
| x | ungültig   |

## Qualifikation
24. August 2015, 10:00 Uhr Ortszeit (4:00 Uhr MESZ)
Die Qualifikation wurde in zwei Gruppen durchgeführt. Die Qualifikationsweite betrug 8,15 m. Da nur zwei Springer diese Weite übertrafen (hellblau unterlegt), wurde das Finalfeld mit den nächstbesten Athleten beider Gruppen auf insgesamt zwölf Teilnehmer aufgefüllt (hellgrün unterlegt). So waren schließlich 7,98 m bei einem gültigen zweitbesten Sprung zu erbringen, um den Endkampf zu erreichen.

### Gruppe A
| Platz | Athlet                   | Land                | 1. Versuch (m) Wind (m/s) | 2. Versuch (m) Wind (m/s) | 3. Versuch (m) Wind (m/s) | Resultat (m) |
| 01    | Wang Jianan              | Volksrepublik China | 8,12 / +0,4               | 8,02 / +0,                | –                         | 8,12         |
| 02    | Kafétien Gomis           | Frankreich          | x                         | 7,66 / +0,3               | 8,09 / +0,9               | 8,09         |
| 03    | Alexander Menkow         | Russland            | x                         | 7,96 / +0,9               | 8,08 / +0,4               | 8,08         |
| 04    | Radek Juška              | Tschechien          | x                         | 7,50 / +1,1               | 7,98 / +0,6               | 7,98         |
| 05    | Yōhei Sugai              | Japan               | 7,92 / −0,6               | 7,60 / +0,9               | 7,89 / +0,7               | 7,92         |
| 06    | Kanstanzin Barytscheuski | Belarus             | 7,89 / +0,6               | x                         | 7,76 / +0,2               | 7,89         |
| 07    | Dan Bramble              | Großbritannien      | x                         | 7,83 / +0,9               | x                         | 7,83         |
| 08    | Zarck Visser             | Südafrika           | x                         | 7,79 / ±0,0               | 7,78 / +0,1               | 7,79         |
| 09    | Marquis Dendy            | USA                 | x                         | 7,78 / −0,1               | x                         | 7,78         |
| 10    | Maykel Massó             | Kuba                | 7,70 / +0,3               | 7,04 / +0,9               | 7,28 / +0,1               | 7,70         |
| 11    | Alyn Camara              | Deutschland         | 7,45 / +0,2               | x                         | 7,66 / +1,6               | 7,66         |
| 12    | Ahmed Fayez al-Dosari    | Saudi-Arabien       | 7,63 / −0,1               | 7,24 / +0,4               | 7,19 / +0,6               | 7,63         |
| 13    | Damar Forbes             | Jamaika             | 7,61 / +0,4               | 7,62 / +0,2               | 7,61 / −0,1               | 7,62         |
| 14    | Higor Alves              | Brasilien           | 7,60 / +0,5               | x                         | x                         | 7,60         |
| NM    | Michel Tornéus           | Schweden            | x                         | x                         | x                         | ogV          |
| NM    | Quincy Breell            | Aruba               | x                         | x                         | x                         | ogV          |

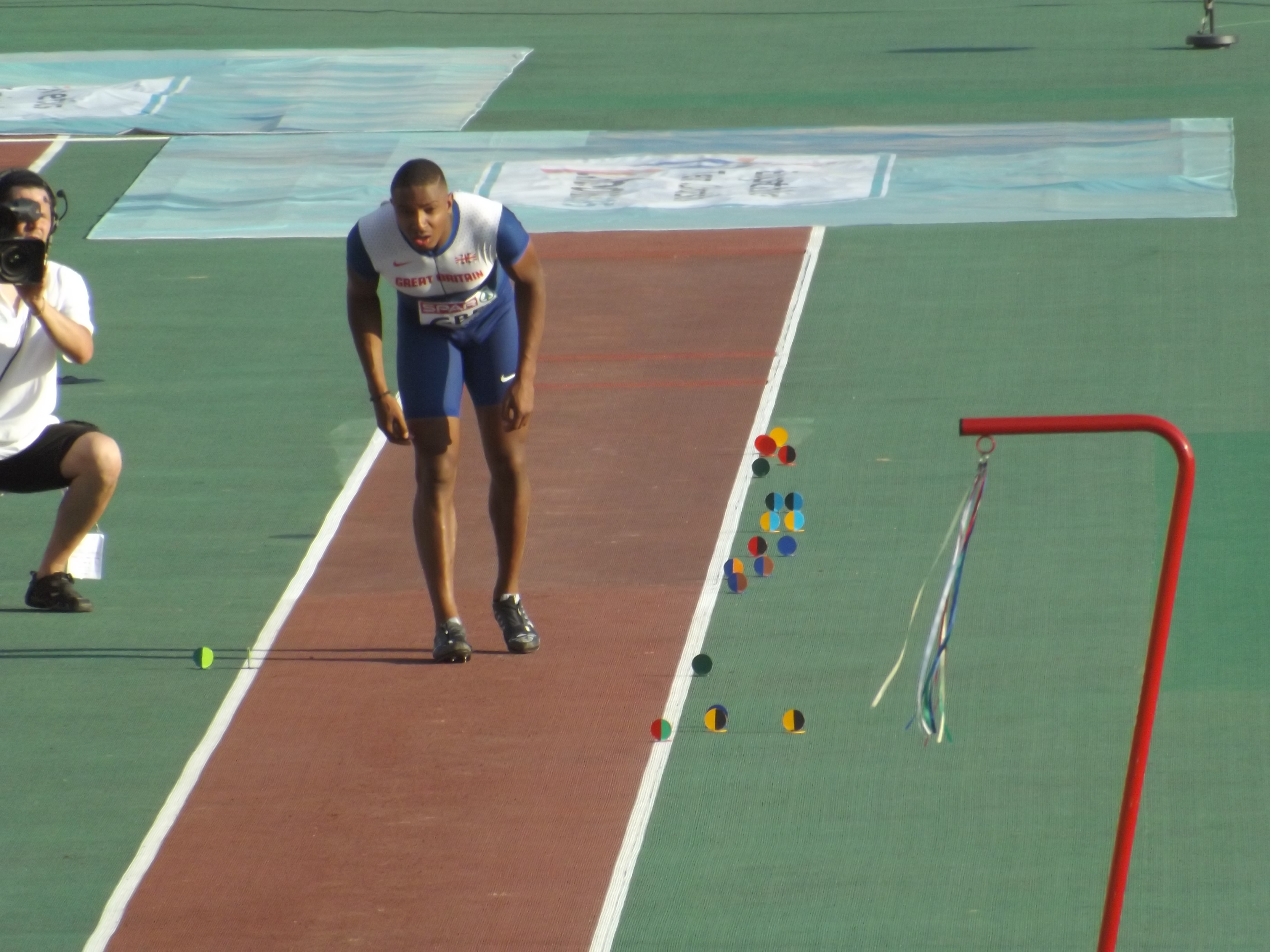
Dan Bramble erreichte mit 7,83 m nicht das Finale

In Qualifikationsgruppe A ausgeschiedene Weitspringer:

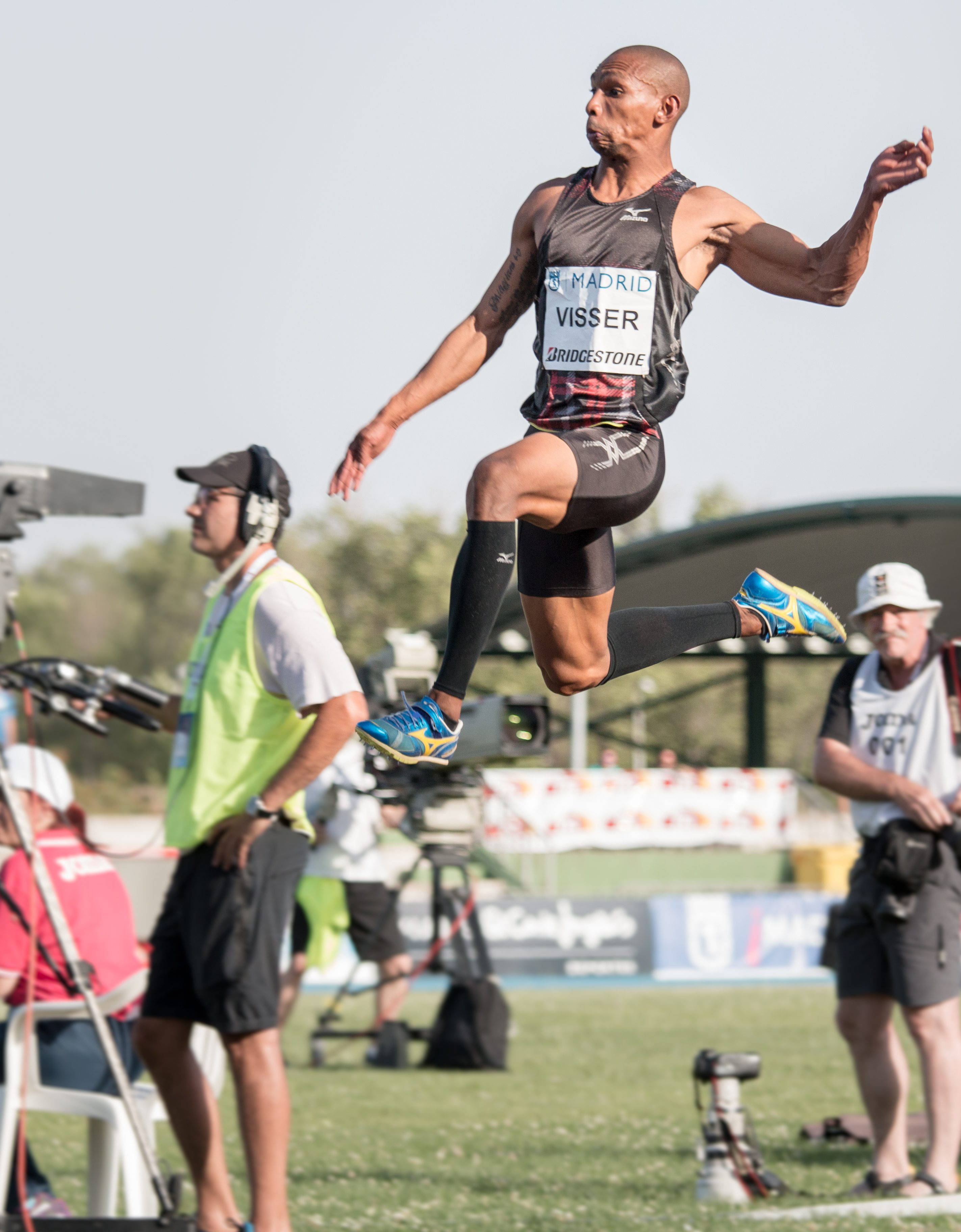
Zarck Visser sprang 7,79 m und schied damit aus
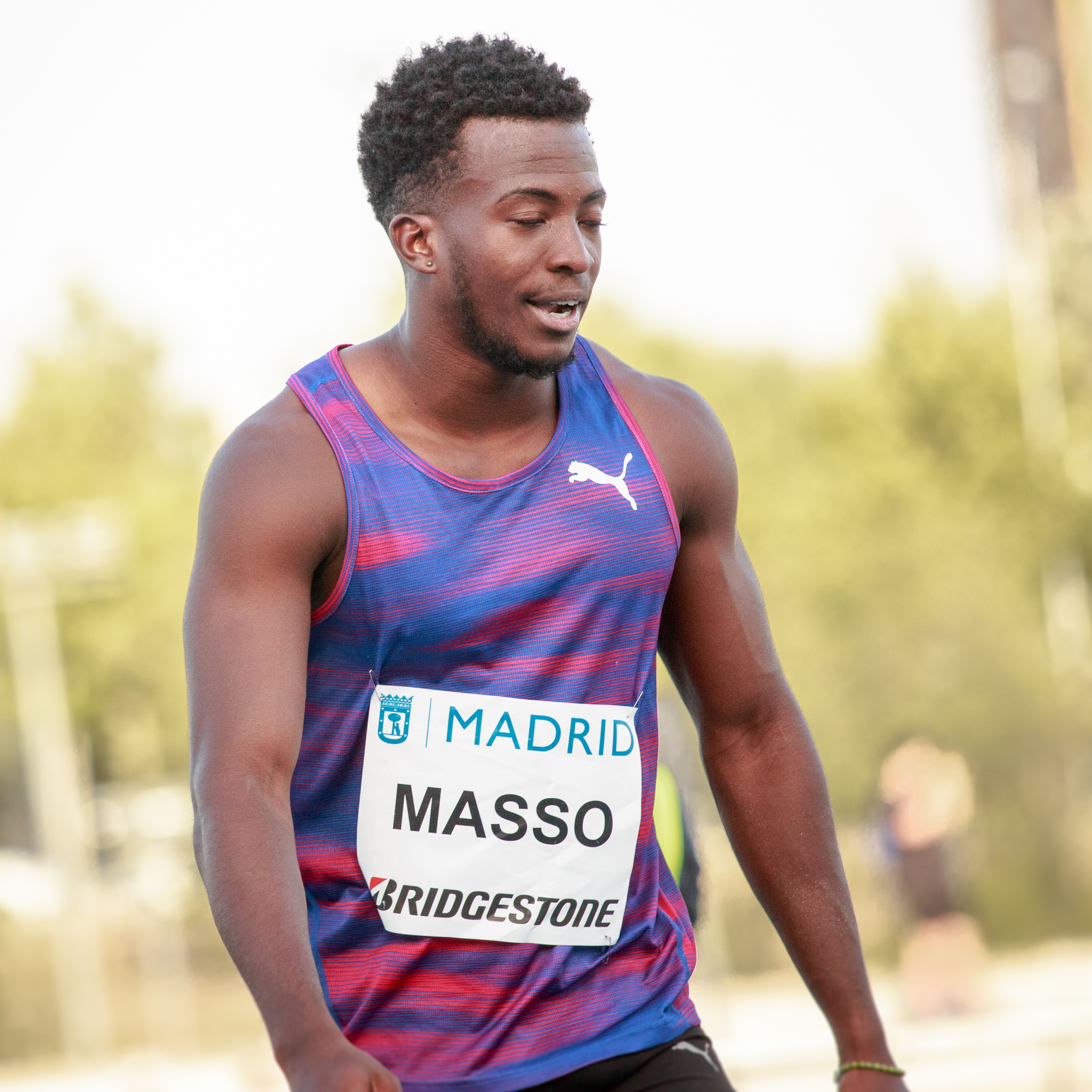
Maykel Massó reichten seine 7,70 m nicht für eine Finalteilnahme
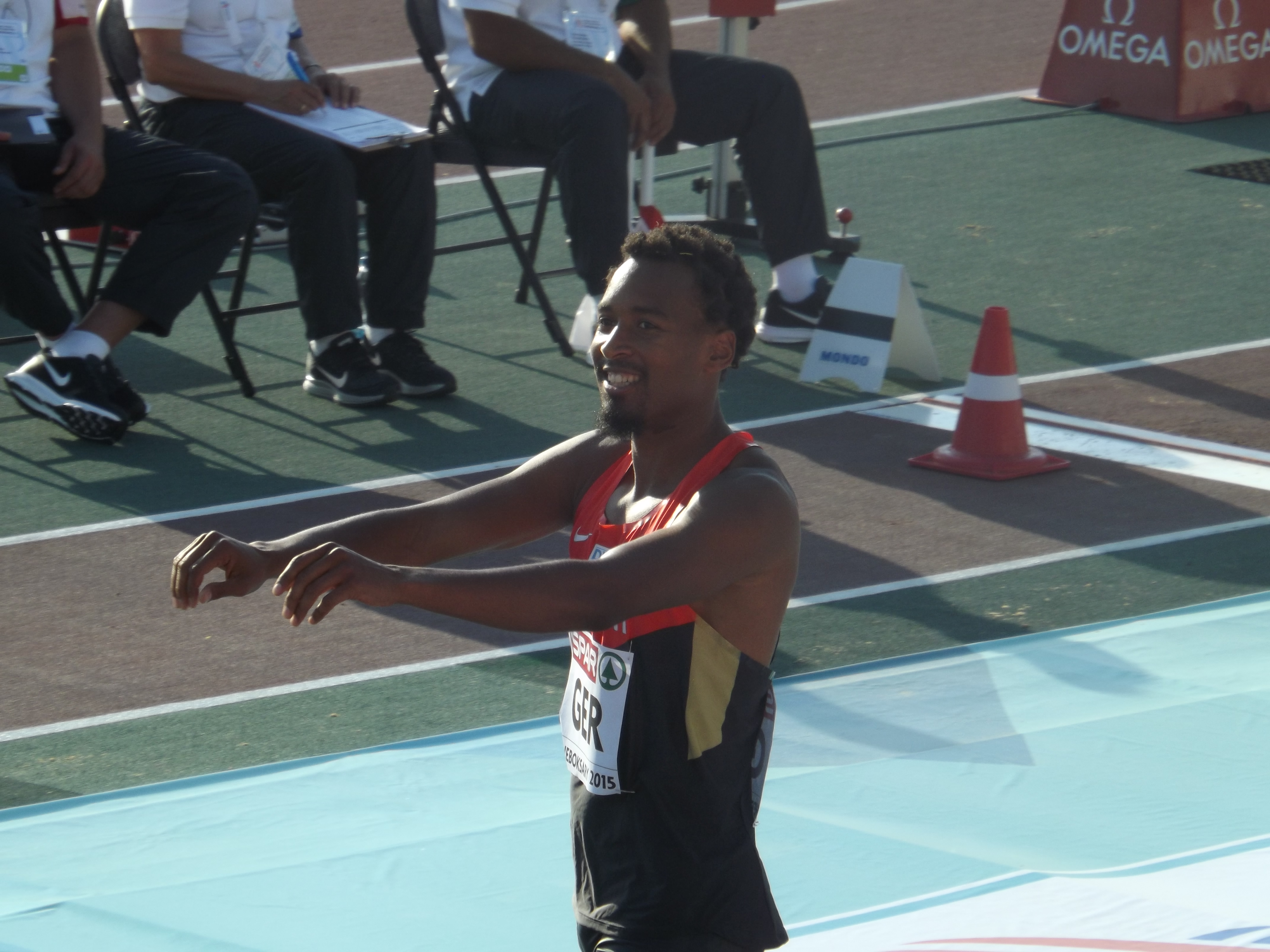
Mit 7,66 m kam Alyn Camara nicht über die Qualifikation hinaus
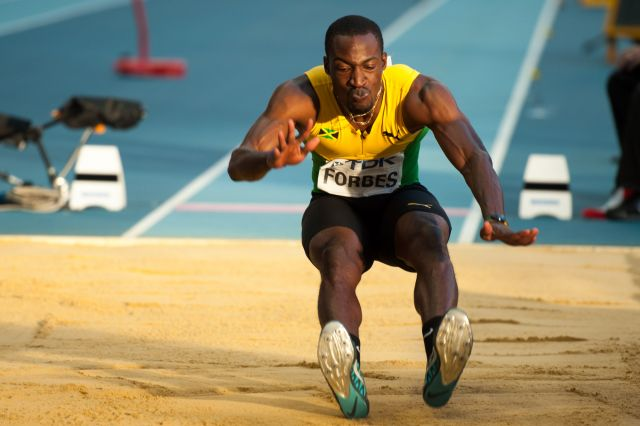
Damar Forbes konnte sich mit 7,62 m nicht für das Finale qualifizieren
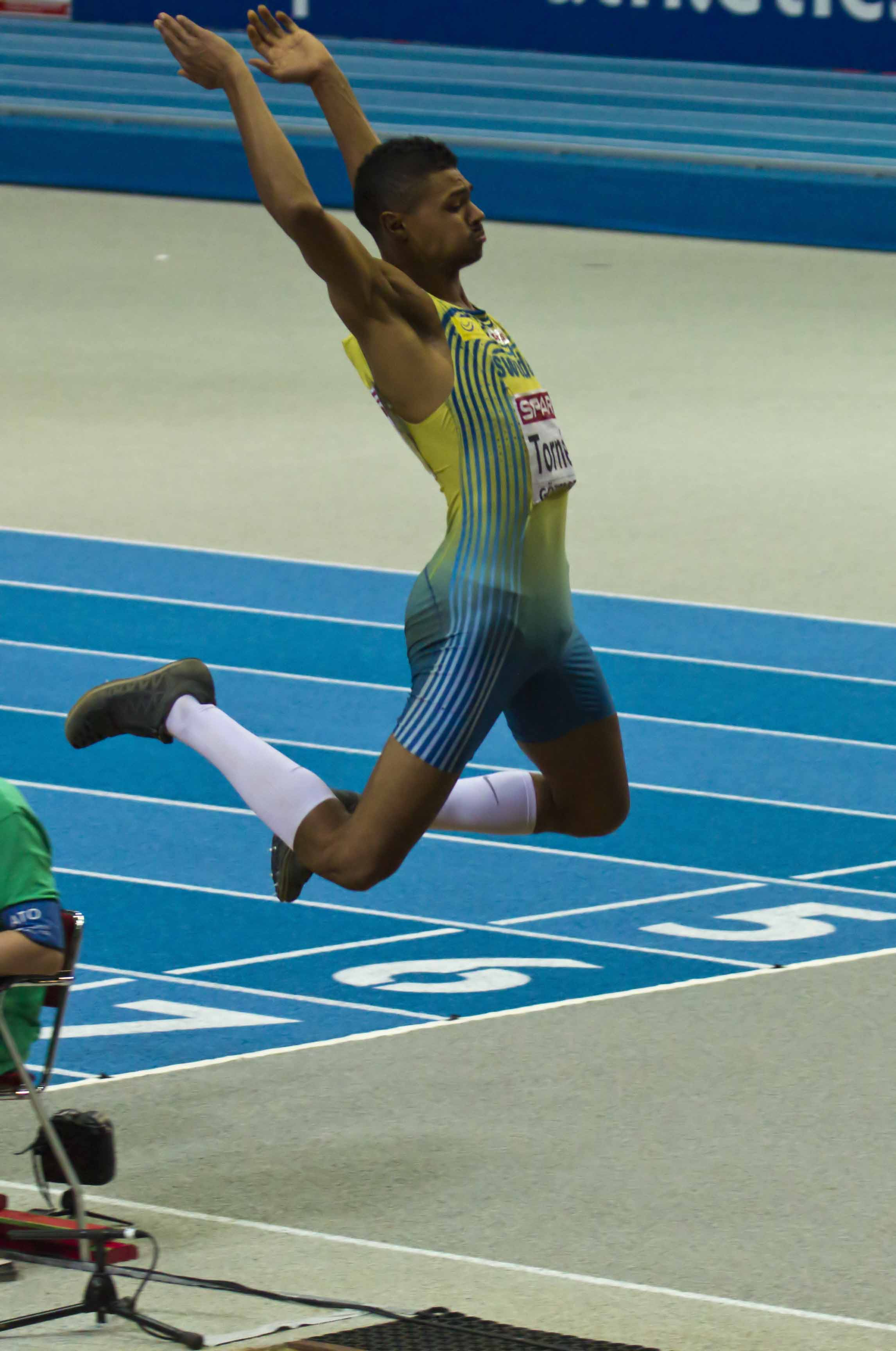
Dem EM-Fünften Michel Tornéus gelang in der Qualifikation kein gültiger Sprung

### Gruppe B
| Platz | Athlet                 | Land                    | 1. Versuch (m) Wind (m/s) | 2. Versuch (m) Wind (m/s) | 3. Versuch (m) Wind (m/s) | Resultat (m) |
| 01    | Jeff Henderson         | USA                     | 8,36 / +0,7               | –                         | –                         | 8,36         |
| 02    | Greg Rutherford        | Großbritannien          | x                         | 8,25 / +0,3               | –                         | 8,25         |
| 03    | Mike Hartfield         | USA                     | x                         | 8,13 / +0,5               | –                         | 8,13         |
| 04    | Gao Xinglong           | Volksrepublik China     | 7,00 / +0,6               | 8,11 / +0,2               | –                         | 8,11         |
| 05    | Li Jinzhe              | Volksrepublik China     | 8,07 / +1,1               | 8,10 / +0,1               | –                         | 8,10         |
| 06    | Sergei Poljanski       | Russland                | 7,87 / +0,4               | 8,06 / +0,3               | x                         | 8,06         |
| 07    | Tyrone Smith           | Bermuda                 | 7,72 / −0,1               | 8,01 / +0,6               | 8,03 / +0,9               | 8,03         |
| 08    | Fabrice Lapierre       | Australien              | 8,03 / +0,2               | x                         | x                         | 8,03         |
| 09    | Godfrey Khotso Mokoena | Südafrika               | x                         | 7,98 / +1,1               | x                         | 7,98         |
| 10    | Fabian Heinle          | Deutschland             | x                         | x                         | 7,96 / −0,1               | 7,96         |
| 11    | Emiliano Lasa          | Uruguay                 | 7,95 / +1,0               | x                         | x                         | 7,95         |
| 12    | Ruswahl Samaai         | Südafrika               | 7,68 / +0,8               | 7,79 / +0,7               | 7,69 / −0,3               | 7,79         |
| 13    | Ignisious Gaisah       | Niederlande             | x                         | 7,77 / +0,5               | 7,71 / ±0,0               | 7,77         |
| 14    | Waisale Dausoko        | Fidschi                 | x                         | 6,89 / +0,4               | x                         | 6,89         |
| NM    | Alexsandro Melo        | Brasilien               | x                         | x                         | x                         | ogV          |
| NM    | Ifeanyichukwu Otuonye  | Turks- und Caicosinseln | x                         | x                         | x                         | ogV          |

In Qualifikationsgruppe B ausgeschiedene Weitspringer:

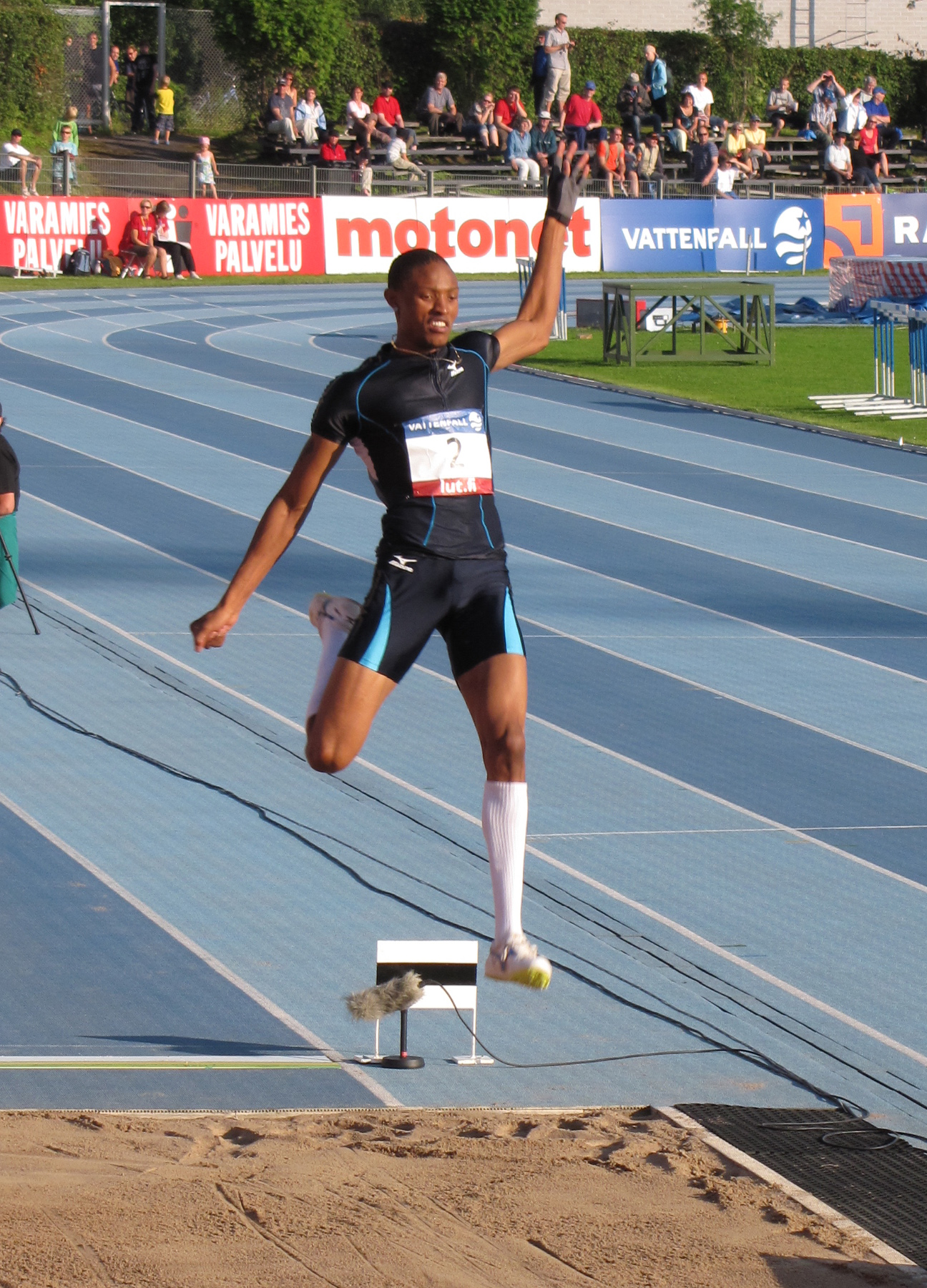
Godfrey Mokoena schied trotz seiner 7,98 m bereits in der Qualifikation aus, weil er bei gleicher Weite wie der zwölftbeste Springer keine weiteren gültigen Sprung hatte
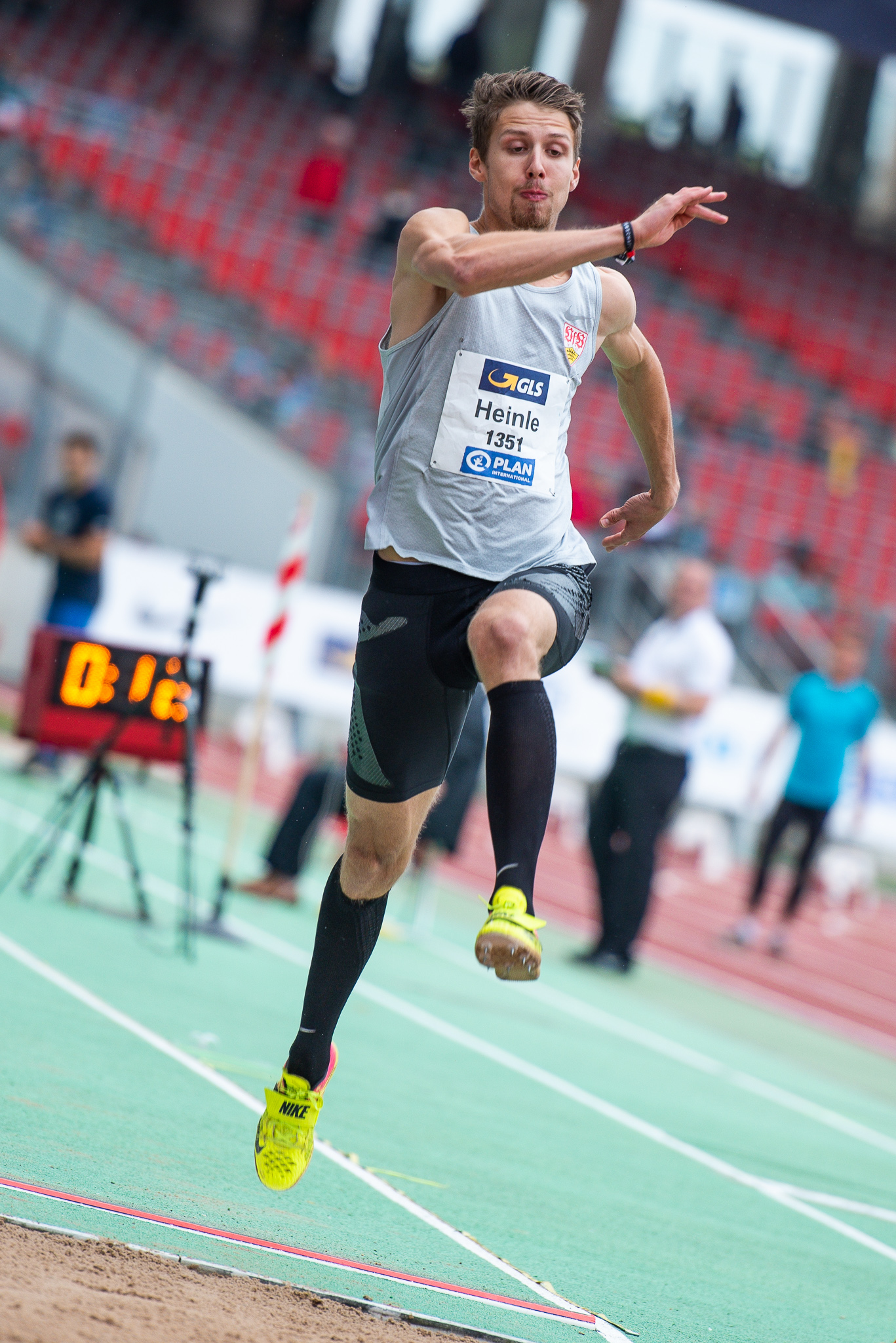
Fabian Heinle reichten seine 7,96 m nicht für die Teilnahme am Finale
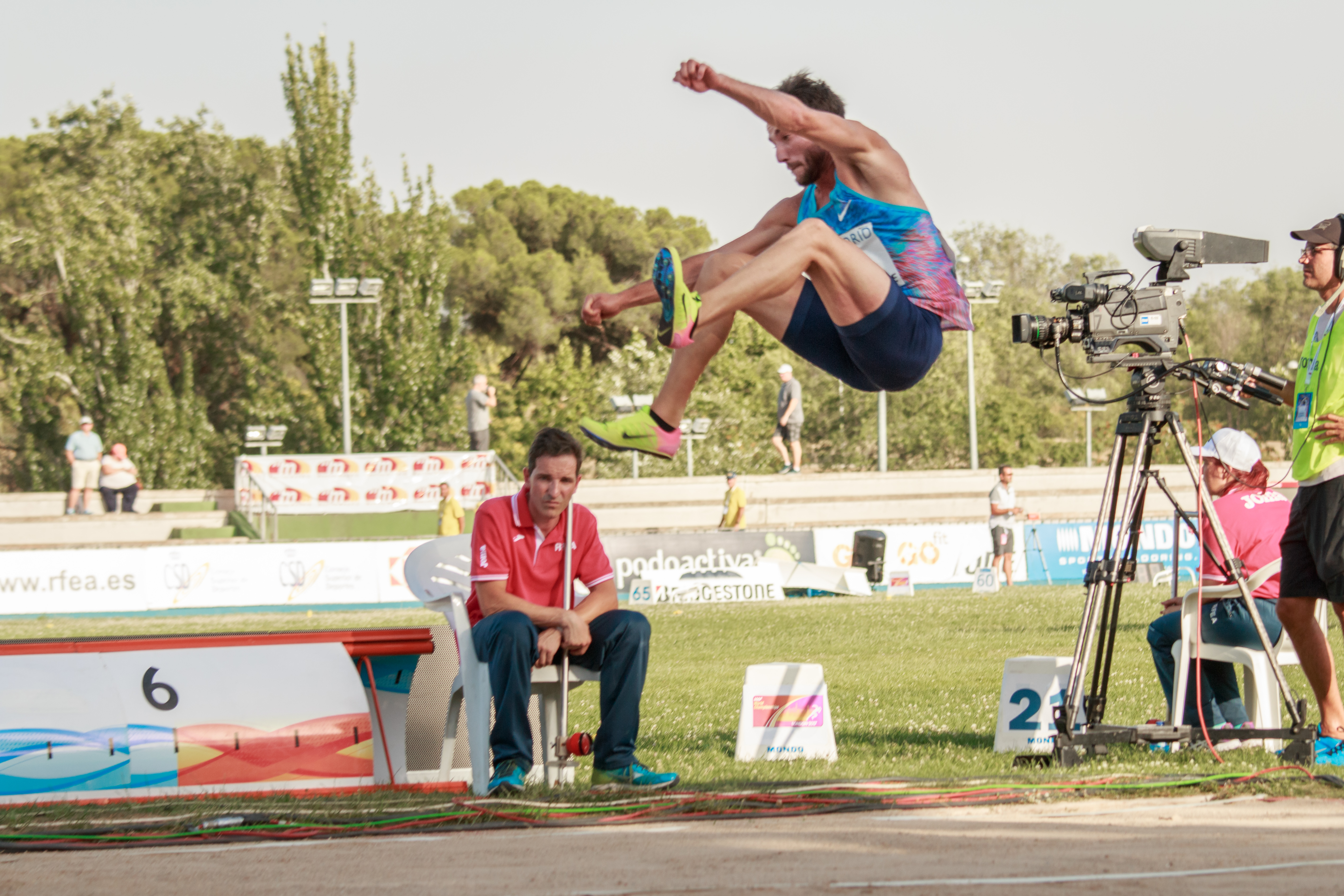
Emiliano Lana erzielte in der Qualifikation 7,95 m und schied damit aus
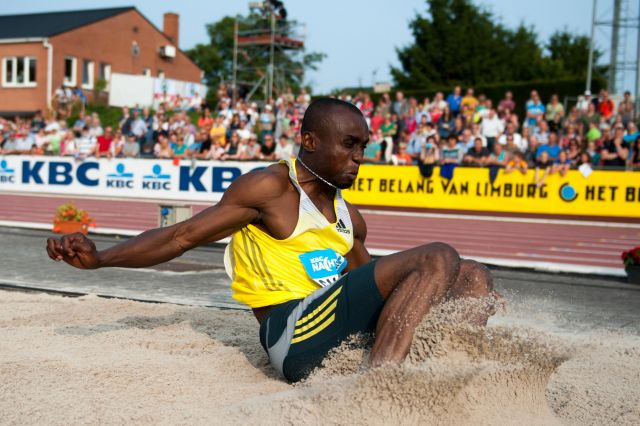
Medaillenkandidat Ignisious Gaisah erreichte mit 7,77 m nicht das Finale

## Finale
25. August 2015, 19:25 Uhr Ortszeit (13:25 Uhr MESZ)
Als Favoriten traten vor allem der Olympiasieger und amtierende Europameister Greg Rutherford aus Großbritannien sowie der amtierende Weltmeister Alexander Menkow aus Russland an. Einer der Kandidaten für den Kampf um die Medaillen waren der niederländische Vizeweltmeister Ignisious Gaisah und der portugiesische EM-Dritte Kafétien Gomis. Gaisah war allerdings bereits in der Qualifikation ausgeschieden.
Im ersten Durchgang gab es nur drei Sprünge über die acht-Meter-Marke. Die beiden Chinesen Wang Jianan und Gao Xinglong erzielten 8,14 m, Menkow sprang 8,02 m. Auch die zweite Runde war nicht unbedingt von hoher Qualität gekennzeichnet. Nur Rutherford mit 8,28 m und Wang mit 8,18 m gelangen wirklich gute Weiten. Alle anderen Teilnehmer blieben mit ihren Sprüngen wiederum kürzer als acht Meter. Dieses Niveau setzte sich auch in der dritten Versuchsreihe fort. Einzig der Australier Fabrice Lapierre – 8,10 m – dritte Chinese Li Jinzhe – 8,09 m – und Gomis – 8,02 m – konnten sich verbessern. Vor den drei Finaldurchgängen führte Rutherford mit 8,29 m vor Wang mit 8,18 m. Gao war Dritter mit 8,14 m vor Lapierre – 8,09 m. Menkow und Gomis folgten mit jeweils 8,02 m. Dahinter erreichte der Russe Sergei Poljanski mit 7,97 m das Finale der besten Acht.
Mit seinem vierten Sprung gelangen Rutherford 8,41 m, womit er seine Führung weiter ausbaute. In Runde fünf verbesserte sich Jinzhe um einen Zentimeter auf 8,10 m und verdrängte damit Lapierre vorübergehend auf den vierten Rang. Doch der Australier konnte kontern. Er sprang 8,20 m und war damit jetzt Zweiter. Jetzt hatte Lapierre richtig Fuß gefasst. Als einziger Teilnehmer verbesserte er sich mit seinem letzten Sprung noch einmal. Er erzielte 8,24 m, was an der Rangfolge allerdings nichts mehr änderte. Greg Rutherford wurde mit dem Gewinn des Weltmeistertitels seiner Favoritenrolle gerecht. Fabrice Lapierre wurde Zweiter, dann folgten mit Wang Jianan auf Platz drei, Gao Xinglong – Vierter – und Li Jinzhe – Fünfter – drei Chinesen auf den nächsten Rängen.
| Platz | Athlet           | Land                | 1. Versuch (m) Wind (m/s) | 2. Versuch (m) Wind (m/s) | 3. Versuch (m) Wind (m/s) | 4. Versuch (m) Wind (m/s)                | 5. Versuch (m) Wind (m/s)                | 6. Versuch (m) Wind (m/s)                | Resultat (m) |
|       | Greg Rutherford  | Großbritannien      | x                         | 8,29 / −1,0               | x                         | 8,41 / +0,3                              | –                                        | –                                        | 8,41 SB      |
|       | Fabrice Lapierre | Australien          | x                         | 7,85 / −0,4               | 8,10 / +0,2               | x                                        | 8,20 / +1,0                              | 8,24 / +0,7                              | 8,24 SB      |
|       | Wang Jianan      | Volksrepublik China | 8,14 / +0,1               | 8,18 / ±0,0               | 8,08 / −0,4               | x                                        | x                                        | 6,27 / +1,0                              | 8,18         |
| 04    | Gao Xinglong     | Volksrepublik China | 8,14 / +1,2               | 7,87 / −0,7               | 7,85 / +0,1               | x                                        | 7,95 / −1,0                              | 8,02 / +0,9                              | 8,14 SB      |
| 05    | Li Jinzhe        | Volksrepublik China | 7,69 / −0,5               | x                         | 8,09 / +0,6               | x                                        | 8,10 / +0,2                              | x                                        | 8,10         |
| 06    | Alexander Menkow | Russland            | 8,02 / −0,5               | x                         | 7,98 / −0,1               | x                                        | x                                        | x                                        | 8,02         |
| 07    | Kafétien Gomis   | Frankreich          | x                         | x                         | 8,02 / +0,1               | 7,57 / +0,7                              | x                                        | 7,80 / −0,5                              | 8,02         |
| 08    | Sergei Poljanski | Russland            | 7,89 / −1,3               | 7,97 / ±0,0               | x                         | x                                        | x                                        | x                                        | 7,97         |
| 09    | Jeff Henderson   | USA                 | x                         | 7,95 / −0,6               | x                         | nicht im Finale der besten acht Springer | nicht im Finale der besten acht Springer | nicht im Finale der besten acht Springer | 7,95         |
| 10    | Tyrone Smith     | Bermuda             | x                         | 7,79 / ±0,0               | x                         | nicht im Finale der besten acht Springer | nicht im Finale der besten acht Springer | nicht im Finale der besten acht Springer | 7,79         |
| 11    | Radek Juška      | Tschechien          | 7,55 / −0,5               | 7,57 / −0,4               | x                         | nicht im Finale der besten acht Springer | nicht im Finale der besten acht Springer | nicht im Finale der besten acht Springer | 7,57         |
| NM    | Mike Hartfield   | USA                 | x                         | x                         | x                         | nicht im Finale der besten acht Springer | nicht im Finale der besten acht Springer | nicht im Finale der besten acht Springer | ogV          |

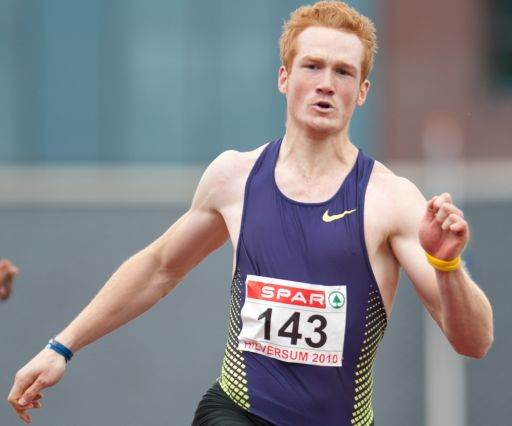
Weltmeister Greg Rutherford
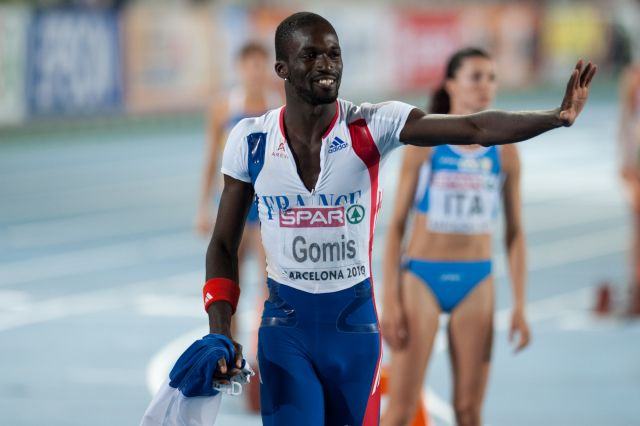
Kafétien Gomis belegte im Finale Rang sieben
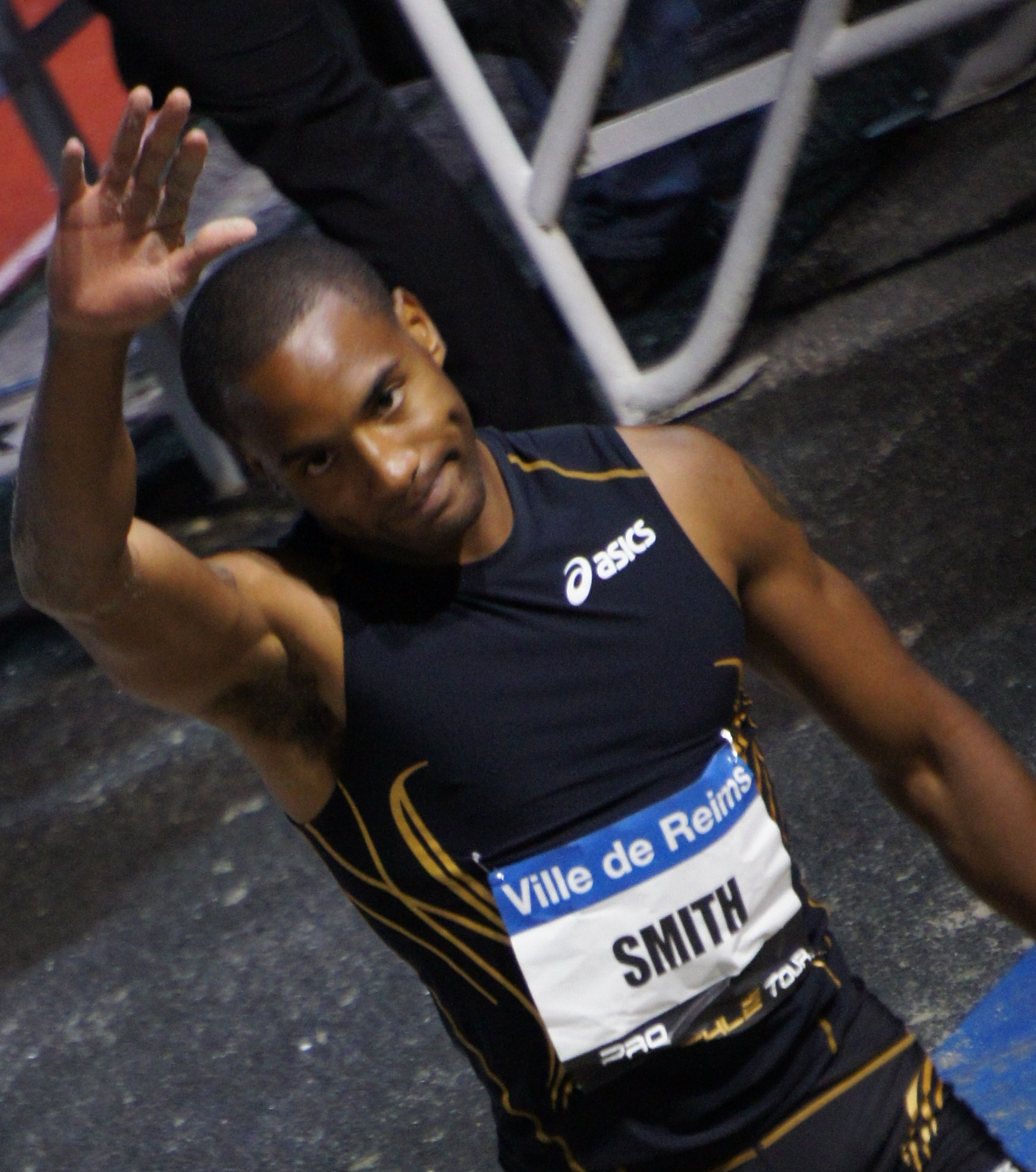
Tyrone Smith aus Bermuda kam auf den zehnten Platz

## Video
- 2015 Beijing – World Championship – Long Jump – Men, youtube.com, abgerufen am 15. Februar 2021